# Макфлъри
Макфлъри е сладолед на Макдоналдс, разработен от Алиша Джоунс за закусвалните на световната верига през октомври 1997 г. 
Състои се от ванилов сладолед и пюре от ананас, манго, папая, бананово пюре, хрупкав пълнеж или „Нескуик“, които се разбиват c миксер.
По този начин се получава смес с приятен вкус.